# تام گومپف
تام گومپف (انگلیسی: Tom Gompf؛ زادهٔ march ۱۷, ۱۹۳۹ (۸۵ سال)) ورزشکار شیرجه اهل ایالات متحده آمریکا است.
وی در مسابقات کشوری و بین‌المللی در مجموع برندهٔ ۱ مدال برنز شده‌است.